# Albuquerque Silvers
Gli Albuquerque Silvers sono stati una franchigia di pallacanestro della CBA, con sede ad Albuquerque, nel Nuovo Messico, attivi tra il 1980 e il 1985.
Nacquero in Canada, ad Lethbridge in Alberta, con la denominazione di Alberta Dusters. Dopo due stagioni si trasferirono a Las Vegas (come Las Vegas Silvers), ma durante la stagione 1982-83 si trasferirono nuovamente, questa volta ad Albuquerque. Scomparvero dopo la stagione 1984-85, senza aver mai raggiunto i play-off.

## Stagioni
| Stagione | Lega | Denominazione                 | V  | P  | %    | Piazzamento | Play-off              |
| -------- | ---- | ----------------------------- | -- | -- | ---- | ----------- | --------------------- |
| 1980-81  | CBA  | Alberta Dusters               | 11 | 31 | 26,2 | 4º          | -                     |
| 1981-82  | CBA  | Alberta Dusters               | 12 | 34 | 26,1 | 3º          | -                     |
| 1982-83  | CBA  | Las Vegas/Albuquerque Silvers | 17 | 27 | 38,6 | 4º          | Lost tie-breaker game |
| 1983-84  | CBA  | Albuquerque Silvers           | 11 | 33 | 25,0 | 6º          | -                     |
| 1984-85  | CBA  | Albuquerque Silvers           | 18 | 30 | 37,5 | 7º          | -                     |